# Hirotaka Okada
Hirotaka Okada (né le 22 février 1967) est un judoka japonais. Il participe aux Jeux olympiques d'été de 1992 dans la catégorie des poids moyens et remporte la médaille de bronze.

## Palmarès

### Jeux olympiques
- Jeux olympiques de 1992 à Barcelone,  Espagne
  -  Médaille de bronze